# German Blues Challenge

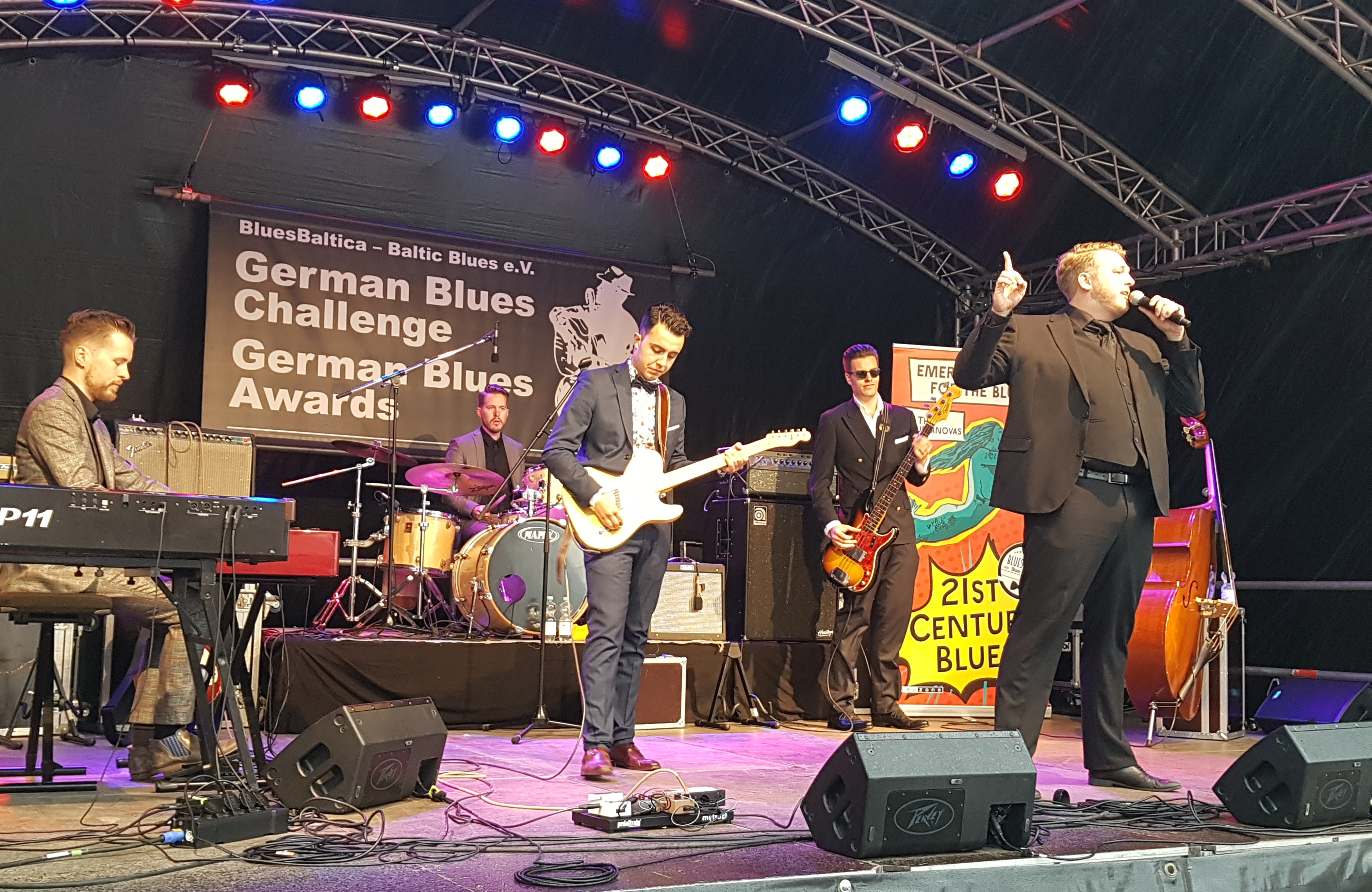
The Bluesanovas aus Münster, Gewinner der Challenge 2019

Die German Blues Challenge ist ein jährlicher Wettbewerb für Blues-Nachwuchsmusiker in Deutschland.
Die Auswahl und Vergabe der German Blues Challenge wird vom Verein Baltic Blues e.V. in Eutin organisiert. Die Auswahl der Kandidaten erfolgt auf der Basis einer Umfrage unter Fachjournalisten, Veranstaltern und Produzenten. Die acht am häufigsten genannten Kandidaten werden zur öffentlichen Abstimmung online gestellt. Die fünf Gewinner der Abstimmung werden zum Wettbewerb untereinander nach Eutin eingeladen, wo sie ein 30-minütiges Konzert geben. Der Sieger wird nach den Regeln der European Blues Union durch eine Fachjury ermittelt.
Die Gewinner (Solist, Duo oder Band) dürfen an der European Blues Challenge im Folgejahr teilnehmen. Eine Teilnahme an der International Blues Challenge in Memphis (Tennessee) im darauf folgenden Jahr ist ebenfalls möglich.
Die Gewinner werden auf einer Veranstaltung ermittelt, die der Baltic Blues e.V. in Eutin veranstaltet. Bei gleicher Gelegenheit werden auch die German Blues Awards verliehen.

## Gewinner
- 2009: die Gewinner dieses Jahres wurden in zwei Kategorien ermittelt:[3]
  - Band: Hootin the Blues
  - Solo/Duo: Georg Schroeter & Marc Breitfelder

Ab 2010 wurde die German Blues Challenge in nur einer gemischten Kategorie ausgetragen (Solo, Duo, Band):
- 2010: Big Daddy Wilson & Band
- 2011: Michael van Merwyk & Bluesoul
- 2012: Tommy Schneller Band
- 2013: Mike Seeber Trio
- 2014: Jessy Martens Band
- 2015: WellBad
- 2016: Chris Kramer & Beatbox’n’Blues
- 2017: Greyhound’s Washboard Band
- 2018: Richie Arndt Band
- 2019: The Bluesanovas[4]
- 2020: Hot’n’Nasty[5]
- 2021: Muddy What?[6]
- 2022: Bad Temper Joe
- 2023: Blue Deal[7]
- 2024: The See See Riders[8]